# Dr. August Oetker KG
Die Dr. August Oetker KG mit Stammsitz im ostwestfälischen Bielefeld ist einer der größten international tätigen deutschen Familienkonzerne. Sie ist die Holding der Oetker-Gruppe und tritt unter diesem Namen in der Öffentlichkeit auf.
Im Juli 2021 gaben die Gesellschafter der Dr. August Oetker KG die Aufteilung der Unternehmen der bisherigen Oetker-Gruppe in zwei unabhängig voneinander agierende Unternehmensgruppen bekannt (Dr. August Oetker KG und Geschwister Oetker Beteiligungen KG). Die Teilung ist seit dem 1. November 2021 wirksam.
Zur Oetker-Gruppe gehören seit der vollzogenen Teilung 350 Firmen aus verschiedenen Branchen. Der Umsatz der Gruppe betrug im Geschäftsjahr 2024 rund 7,1 Mrd. Euro. Sie beschäftigte dabei weltweit 28.713 Mitarbeiter.

## Geschichte

### Gründungsphase

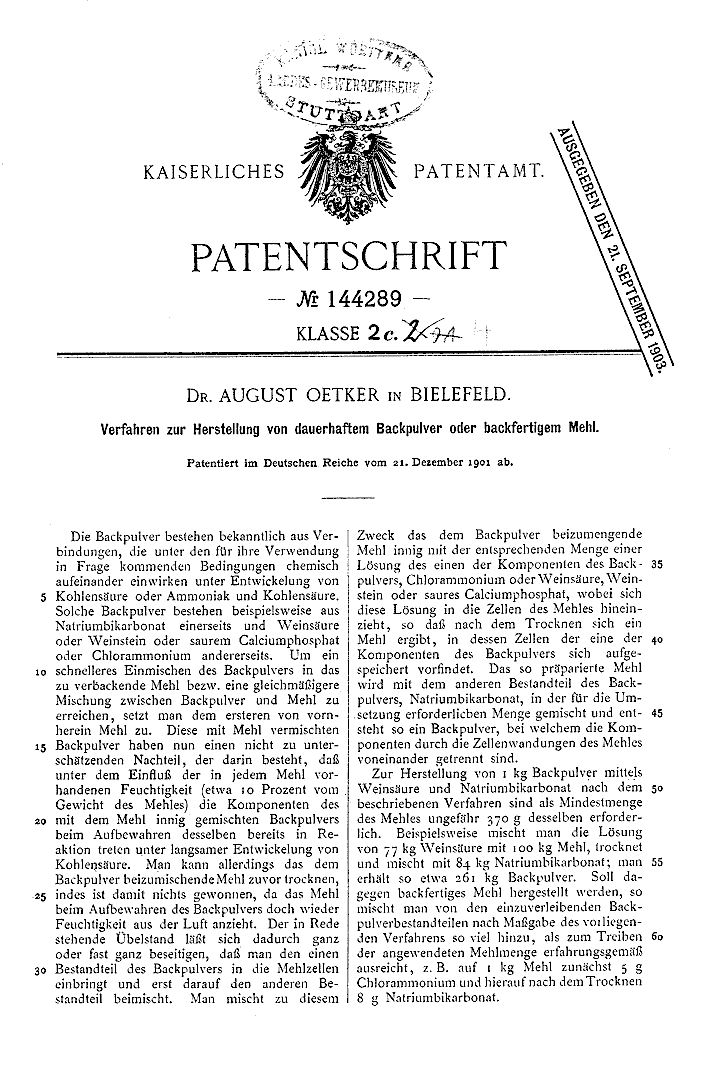
Patent Backpulver

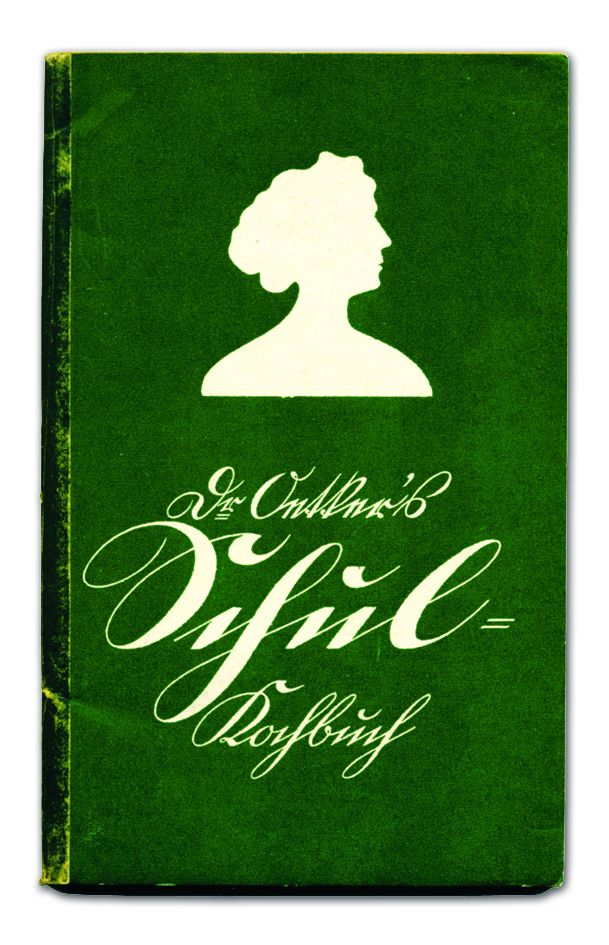
„Dr Oetker's Schul-Kochbuch“ (1911)

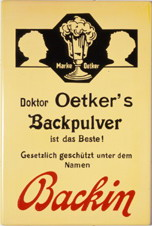
10-g-Backin-Packung (1902)

Im Januar 1891 übernahm August Oetker in der ostwestfälischen Stadt Bielefeld die Aschoff’sche Apotheke, eine von vier Apotheken der Stadt. In dieser baute er das Laboratorium aus, um zu experimentieren und neue Ideen umzusetzen. Zu den ersten Erzeugnissen gehörten ein Gesundheitskakao, eine Fußcreme und eine Warzentinktur.
Im Laboratorium der Apotheke sowie im Haus Müller der gleichnamigen Bäckerei führte er erste Experimente zur Herstellung von Backpulver durch. Der Backvorgang war ihm aus der Backstube seines Vaters in Obernkirchen bekannt. Zur Auflockerung des Brotteigs verwendete man damals Sauerteig oder Hefe. In England war man schon Mitte des 19. Jahrhunderts dazu übergegangen, dem Teig Substanzen beizumischen, die während des Backvorgangs Kohlendioxid entwickelten, um ihn aufzulockern. In Deutschland hatte der Chemiker Justus Liebig in diese Richtung experimentiert, die von ihm entwickelten Stoffgemische besaßen jedoch durch vorzeitige Reaktion eine zu kurze Haltbarkeit. Ein Schüler hatte Liebigs Ideen nach Amerika mitgenommen und dort ein Backpulver auf Basis von Natron und Weinsäure industriell hergestellt. Möglicherweise wurde Oetker davon durch einen Verwandten in Kenntnis gesetzt. Unstrittig ist jedenfalls, dass Oetker nicht der Erfinder des Backpulvers war. 1901 meldete Oetker ein Patent für ein verbessertes, haltbares Backpulver an und verkaufte es, passend für ein Pfund Mehl, in kleinen Tüten à 10 Pfennige unter der Marke Backin, welche am 27. November 1902 registriert wurde. Die geringen Kosten der Vorprodukte ermöglichten eine große Gewinnspanne. Anfangs wurde das Backpulver in der Küche seiner Frau produziert, die ihn aufgrund der ständigen Staubentwicklung aus dem Haus warf; so wurde dann in der Garage produziert und als diese zu klein wurde, hat Oetker seine Fabrik in der Bielefelder Lutterstraße gebaut, wo die Firma auch heute noch ihren Stammsitz hat.
Oetker setzte seinen Doktor-Grad gezielt als Marketing-Element ein, womit den Kunden das Backpulver als ein neues, professionell entwickeltes und getestetes Produkt mit garantierter Funktion suggeriert wurde. Die auf positive Werte wie Gesundheit und Qualität abzielende Werbestrategie war die eigentliche „Erfindung“ von Oetker, die sein Produkt so erfolgreich machte. Zu Oetkers Werbemaßnahmen gehörte auch das heute so genannte Content-Marketing, indem er ein eigenes Backbuch mit Rezepten herausgab, die sein Backpulver als Zutaten verwendeten. Ebenfalls fanden sich Rezeptvorschläge auf den Backin-Packungen. Das Dr. Oetker Schulkochbuch, 1911 erstmals herausgegeben, wurde eines der erfolgreichsten Kochbücher auf dem Markt. August Oetker besuchte Messen und gewann auf einer Kochkunstausstellung in Hamburg eine Goldmedaille, über die er dann in seinen Zeitungsanzeigen berichtete. 1908 wurde die erste Werbeabteilung eingerichtet. Diese formulierte das Ziel, dass in jeder Zeitung in einem Ort mit mehr als 3.000 Einwohnern Annoncen geschaltet werden sollten.
1900 gründete Oetker eine Fabrik an der Lutterstraße in Bielefeld, dem heutigen Stammhaus. Von hier aus belieferte er bald das gesamte Deutsche Reich mit Backpulver. Bis zu 100.000 Päckchen wurden hier täglich ausgeliefert. Dort wurden auch weitere Produkte wie Puddingpulver, Aromen und Speisestärke entwickelt. Schon nach einem Jahr entstand ein zweites Fabrikgebäude. Seine Vertreter bekamen die Anweisung, dass Oetkers Produkte ab 1907 in jedem Geschäft vertreten sein müssten. In dem wachsenden Unternehmen stellte Oetker 1904 seinen jüngeren Bruder Eduard Oetker, einen Naturwissenschaftler, als Leiter des Labors ein. 1906 folgte sein Bruder Louis Oetker, der den Außendienst und die Werbeabteilung übernahm. 1913 starb Eduard im Alter von 38 Jahren an Krebs, Louis hatte ein Jahr vorher Bielefeld verlassen und in Hameln den Betriebsteil Reese übernommen.
Oetker schuf bessere Arbeitsbedingungen für seine Arbeiter und ließ in seinem Betrieb eine Lehrküche einrichten, die der Ausbildung der Arbeiterinnen diente, um sie auf die Ehe vorzubereiten. Oetkers Arbeitsdisziplin war berüchtigt. Seine Regeln formulierte er 1908 und hängte sie im Betrieb auf:
- Arbeite, arbeite unter Anspannung aller Kräfte.
- Sei sparsam!
- Die Zeit ist dein Kapital, jede Minute muss dir Zinsen bringen!

### Erster Weltkrieg und die Folgen

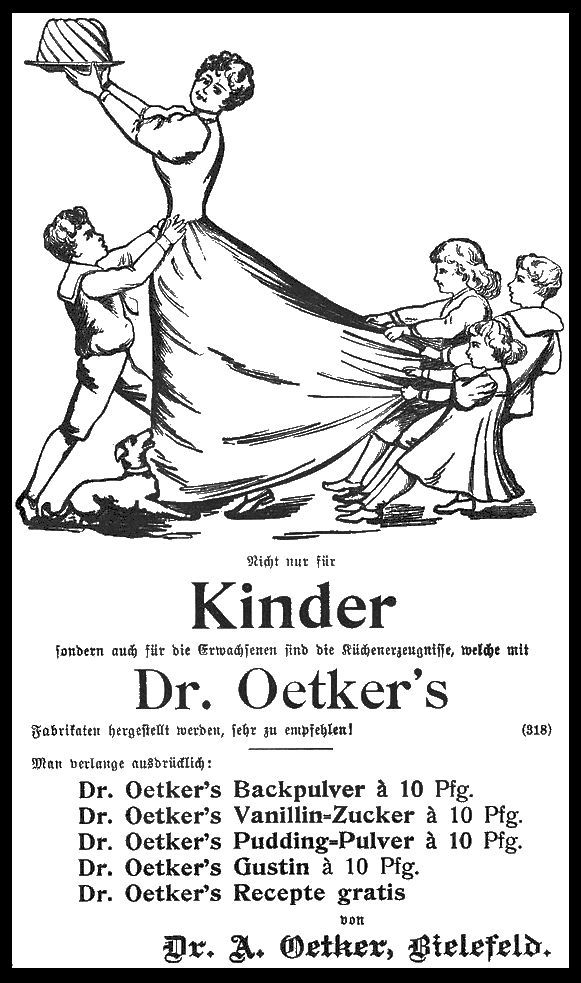
Werbung für Dr. Oetker's Produkte von 1903

Rudolf Oetker, einziger Sohn von August und Karoline Oetker, promovierte im Jahre 1914 nach einem Chemiestudium und trat danach in das väterliche Unternehmen ein. Im kurz darauf begonnenen Ersten Weltkrieg wurde er zu den Ulanen eingezogen, unter anderem an die Front nach Frankreich versetzt, wo er ab dem Jahreswechsel 1914/15 in der Gegend von Verdun kämpfte und am 8. März 1916 fiel. Er hinterließ eine kleine Tochter und einen nachgeborenen Sohn.
August Oetker verlor aufgrund des Verlust seines Sohnes seine Kraft und den Lebensmut. Er erkrankte schwer und regelte seine Nachfolge, indem er den Mitarbeiter Fritz Behringer zum Teilhaber und Geschäftsführer machte. Er sollte das Unternehmen als Sachverwalter für den Enkel weiterführen und dieses dann an ihn übergeben. Am 10. Januar 1918 starb August Oetker im Alter von 56 Jahren, als sein Enkel noch nicht zwei Jahre alt war.
Die Firma Oetker konnte von der Kriegswirtschaft profitieren, indem sie Heeresaufträge bekam. Zudem wuchs die Nachfrage nach Backpulver, als die Behörden Ende 1915 verboten hatten, Hefe für Backwaren einzusetzen. 1918 lag der Umsatz doppelt so hoch wie 1914. Außerdem hatte August die nationale Karte gespielt: „Deutsche Hausfrauen! Kauft von jetzt an nur noch das deutsche Gustin statt des englischen Mondamin.“

### Nach dem Ersten Weltkrieg
Karoline Oetker überließ die Führung des Betriebs dem als Geschäftsführer eingesetzten Fritz Behringer. Ihre verwitwete Schwiegertochter Ida heiratete 1919 Richard Kaselowsky, einen alten Jugendfreund von Rudolf Oetker, der aus einer Bielefelder Industriellenfamilie kam. Am 9. Februar 1921 starb Behringer. Seine Nachfolger wurden Richard Kaselowsky und Louis Oetker, ein Bruder des Firmengründers. Beide wurden am 1. März 1921 Teilhaber bei Dr. Oetker. Kaselowsky führte die Firma als Sachwalter für den minderjährigen Erben Rudolf-August Oetker, nicht als Eigentümer.
Die Firma Dr. Oetker erzielte zunächst einen spektakulären Absatzerfolg, Folgen der durch den Krieg aufgestauten Nachfrage. Jedoch brachen ab 1920 die Absatzzahlen gewaltig ein, die Bestellungen fielen um 75 %. Oetker konnte die Rechnungen der Lieferanten nicht bezahlen, und die Schulden nahmen zu. Sein Lieferant für das biologische Säuerungsmittel Weinstein war die Chemische Fabrik vorm. Goldenberg, Geromont und Cie. aus Winkel im Rheingau, die in Deutschland das Alleinvertretungsrecht des amerikanischen Herstellers hatte. Beide Firmen waren voneinander abhängig und hatten ab 1916 kreuzweise Beteiligungen ausgehandelt. Aufgrund der Schulden von Oetker versuchte Goldenberg, Dr. Oetker zu übernehmen, indem man drohte, den Kredit fällig zu stellen. Kaselowsky versicherte, die Schulden würden bezahlt, dafür aber eine höhere Menge des Gewinns abgeführt.
Die neuen Geschäftsführer nutzten die wirtschaftliche Situation der Inflationszeit, als die Inflationsrate schon 1922 den Wert von 1.300 % erreichte. In dem Vertrag mit Goldenberg war nicht von solchen Inflationsraten ausgegangen worden. Oetker musste kaum noch etwas für seine von Goldenberg gelieferten Rohstoffe zahlen, da der Preis der Rohstoffe nicht angepasst werden konnte, während der Verkauf der Oetkerwaren sich in immer größere Preisstufen erhöhte. Richard Kaselowsky weigerte sich, den Liefervertrag auf die inflationssichere Goldmark umzustellen. Das anschließende Gerichtsverfahren endete mit einem Vergleich, die Ware wurde zu realen Preisen bezahlt, aber die gegenseitige Beteiligung wurde aufgelöst, Oetker war wieder komplett in Familienhand. Im Jahre 1923 erwarb Oetker die Chemische Fabrik Budenheim, die die nötigen Vorprodukte für die Backtriebmittel herstellte.

### Nach der Währungsreform
Nach der Währungsreform 1923 ging es wieder aufwärts. Im Rahmen des Dawes-Plans wurden Deutschland Schulden neu geregelt und erträglicher gestaltet. Die Unternehmen konnten wieder Kredite aufnehmen. Richard Kaselowsky entschloss sich 1924, ein Zweigwerk in Hamburg aufzumachen, um von dort aus den norddeutschen Raum zu beliefern. In einer weiteren Hamburger Produktionsstätte stellte das Familienmitglied Albert Oetker Marzipan her. In Danzig wurde ein Zweigwerk für den osteuropäischen Markt gegründet. In Bielefeld investierte man in neue Abfüll- und Verpackungsanlagen in einem neuen Fabrikgebäude an der Steinmetzstraße.
Paul Sackewitz setzte neue Werbestrategien um. Unter anderem fuhren Fahrzeuge auch in kleinste Dörfer und verteilten dort Süßspeisen an die Kinder. In der anschließenden Dr.-Oetker-Backstunde konnten die Produkte unter das Volk gebracht und neue Kunden gewonnen werden. In den Großstädten wurden zusammen mit der Firma Henkel sogenannte Oetker- und Persilschulen eingerichtet.
Richard Kaselowsky expandierte und übernahm 1925 die Mehrheit an der renommierten Bielefelder Druck- und Verlagsgesellschaft E. Gundlach AG, deren Aufsichtsratsvorsitz er übernahm. Gundlach stellte neben den Verpackungen und Plakaten die Zeitung Westfälische Neueste Nachrichten sowie weitere Fachzeitschriften und Bücher her. Hier ließ Oetker in hoher Auflage Koch- und Backbücher drucken.
Im Jahr 1930 saß Richard Kaselowsky laut Aktienhandbuch in mehreren Aufsichtsräten, und zwar bei der Chemischen Fabrik Budenheim AG in Mainz, der E.Gundlach AG, der Fleischwarenfabrik Vogt & Wolf Aktiengesellschaft in Gütersloh und der Deutschen Bank.
Während der Weltwirtschaftskrise musste Oetker Personal entlassen.

### Zeit des Nationalsozialismus

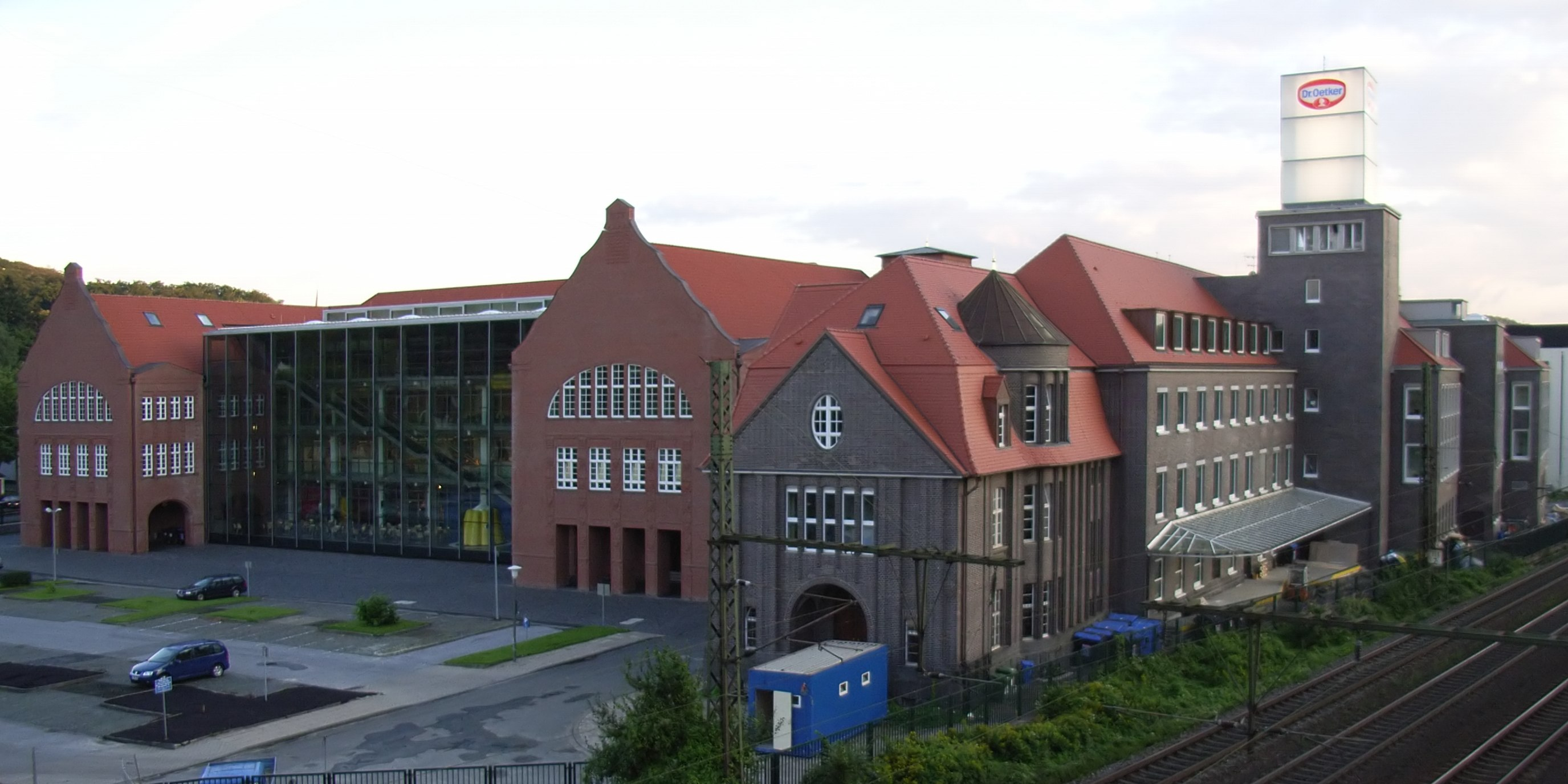
Sitz der Dr. August Oetker Nahrungsmittel KG in Bielefeld

Nach der Machtübernahme der Nationalsozialisten im Januar 1933 trat der Geschäftsführer der Oetker-Werke, Richard Kaselowsky, am 1. Mai 1933 in die NSDAP ein. Nach der Reichstagswahl am 5. März 1933 prangte auf der von Oetker gestifteten Oetkerhalle ein großes, hellleuchtendes Hakenkreuz, und an der Fassade der Halle war ein riesiges Porträt Adolf Hitlers angebracht. Der direkt danebenliegende Bürgerpark wurde am 20. April desselben Jahres durch die Stadt Bielefeld in Adolf-Hitler-Park umbenannt.
Richard Kaselowsky war seit dem Tod von Louis Oetker im Jahr 1933 der einzige Firmenchef von Oetker. Kaselowsky war auch Mitglied im „Freundeskreis Reichsführer SS“, in dem sich Industrielle und Unternehmer sammelten, die „ausgesuchte, politisch zuverlässige und loyale Leute waren“.
Er spendete mehrmals an die NSDAP: Zwei Großspenden von 40.000 Reichsmark aus den Jahren 1943 und 1944 sind bekannt. Im Jahr 1935 überließ der Oetker-Konzern seine in der Druckerei Gundlach hergestellte Zeitung „Westfälische Neueste Nachrichten“ der NSDAP, die diese mit der parteieigenen Zeitung „NS-Volksblatt für Westfalen“ vereinigte. Geld floss für diese Transaktion nicht, zumal das Eigentum an der Zeitung und damit die Abgabe der wirtschaftlichen Kontrolle erst am 1. April 1940 in das Eigentum der NSDAP überging. Im Gegenzug erhielt Gundlach Druckaufträge der Partei.
Kaselowsky wurde am 9. September 1935 mit 24 weiteren Bielefelder Bürgern vom Beauftragten der NSDAP zum Ratsherren (für die gesetzliche Amtsdauer von sechs Jahren) berufen. Des Weiteren wurde er 1933 Vorstandsmitglied der Industrie- und Handelskammer und vom 18. Juli 1942 bis zum 15. Mai 1943 ihr Präsident.
Seit 1933 ging es dem Unternehmen Oetker zunehmend besser. Das Hamburger Werk fuhr seit 1934 Doppelschichten. 1935/36 wurden die beiden Fabrikhallen in Bielefeld abgerissen und durch Neubauten ersetzt. Hier wurde ein neuer großer Saal für Versammlungen integriert, bisher hatten diese immer in der Abfüllanlage stattgefunden.
Die Kriegswirtschaft konnte der Firma anfangs nichts anhaben. Puddingpulver gab es für einen separaten Abschnitt der Lebensmittelkarte. Zudem profitierte Oetker zunehmend von Staatsaufträgen: Bei Gundlach wurden Lebensmittelmarken und Formulare für die NS-Bürokratie gedruckt. Einer der größten Aufträge von Gundlach zu dieser Zeit war ein Auftrag des Zigarettenherstellers Reemtsma über eine Million Alben für Sammelbilder.
Im Jahr 1937 bekam Dr. Oetker als eines von 30 Unternehmen in Deutschland von der Deutschen Arbeitsfront nach einem Wettbewerb die Auszeichnung Nationalsozialistischer Musterbetrieb zugesprochen. 1938 erhielt das Unternehmen ein Leistungsabzeichen für die vorbildliche Förderung der Einrichtung Kraft durch Freude. Im Jahre 1938 war Oetker mit einem eigenen Büro in Berlin vertreten, vor allem um in der Rationierungswirtschaft, in der man nicht mehr frei Rohstoffe einkaufen konnte, gute Kontakte zur dortigen Bürokratie zu haben. Auch in das lukrative Projekt „Gesellschaft für Nährwerterhaltung“, mit dem das Heeresverwaltungsamt führende deutsche Lebensmittelunternehmen beteiligte, um die Soldatenverpflegung sicherzustellen, war Oetker eingebunden. 1941 zog der Hamburger Zweigbetrieb in ein neues Gebäude ein, um die Produktion ausweiten zu können.
Am 13. Januar 1941 feierte Oetker sein 50-jähriges Betriebsjubiläum mit einer großen Feier in Bielefeld. In einem Grußwort schrieb Gauleiter Alfred Meyer: „Es gab eine Zeit, da es nicht populär war, sich zur Partei zu bekennen. Damals schon tat es Euer Betriebsführer.“
Während der Firma Oetker keine Zwangsarbeiter nachgewiesen werden konnten, waren bei der Oetker-Druckerei Gundlach einige beschäftigt. Hingegen wurden dort jüdische Mitarbeiter aus dem Betrieb gedrängt. Ähnlich war es bei den mehrheitlich dem Oetker-Konzern gehörenden Adler Nähmaschinen-Werken, die komplett auf Rüstungsproduktion umgestellt hatten, auch hier waren Zwangsarbeiter beschäftigt.
1943 kooperierte die Firma Oetker mit der Waffen-SS und gründete die Hunsa-Forschungs-GmbH in Hamburg. Diese Firma sollte Möglichkeiten zur Erzeugung künstlicher Nahrungsmittel aus Neben- und Restprodukten der Industrieabfälle erforschen.
Richard Kaselowsky starb am 30. September 1944 bei einem alliierten Bombenangriff auf Bielefeld. Mit ihm starben seine Frau Ida und die beiden gemeinsamen Töchter. Der Enkel des Firmengründers, Rudolf-August Oetker, übernahm die Leitung der Firma und wurde vom Kriegsdienst freigestellt. Er war seit Anfang der 1930er Jahre Mitglied der Reiter-SA. 1942 meldete er sich zur Waffen-SS und kämpfte an der Ostfront.
Zwei Jahre nach dem Tode Rudolf-August Oetkers beauftragte die Familie im Jahre 2009 den Historiker Andreas Wirsching (Direktor des Instituts für Zeitgeschichte der Universität München), die Geschichte der Firma in der NS-Zeit wissenschaftlich-kritisch aufzuarbeiten.
Die Studie erschien im Oktober 2013 unter dem Titel „Dr. Oetker und der Nationalsozialismus“.
Die Forscher urteilen: „Die Familie und die Firma Oetker waren Stützen der NS-Gesellschaft, sie suchten die Nähe des Regimes und profitierten von dessen Politik.“ Im Oktober 2013 erklärte August Oetker gegenüber der Wochenzeitung Die Zeit: „Mein Vater war Nationalsozialist“.

### Wiederaufbau in der Nachkriegszeit

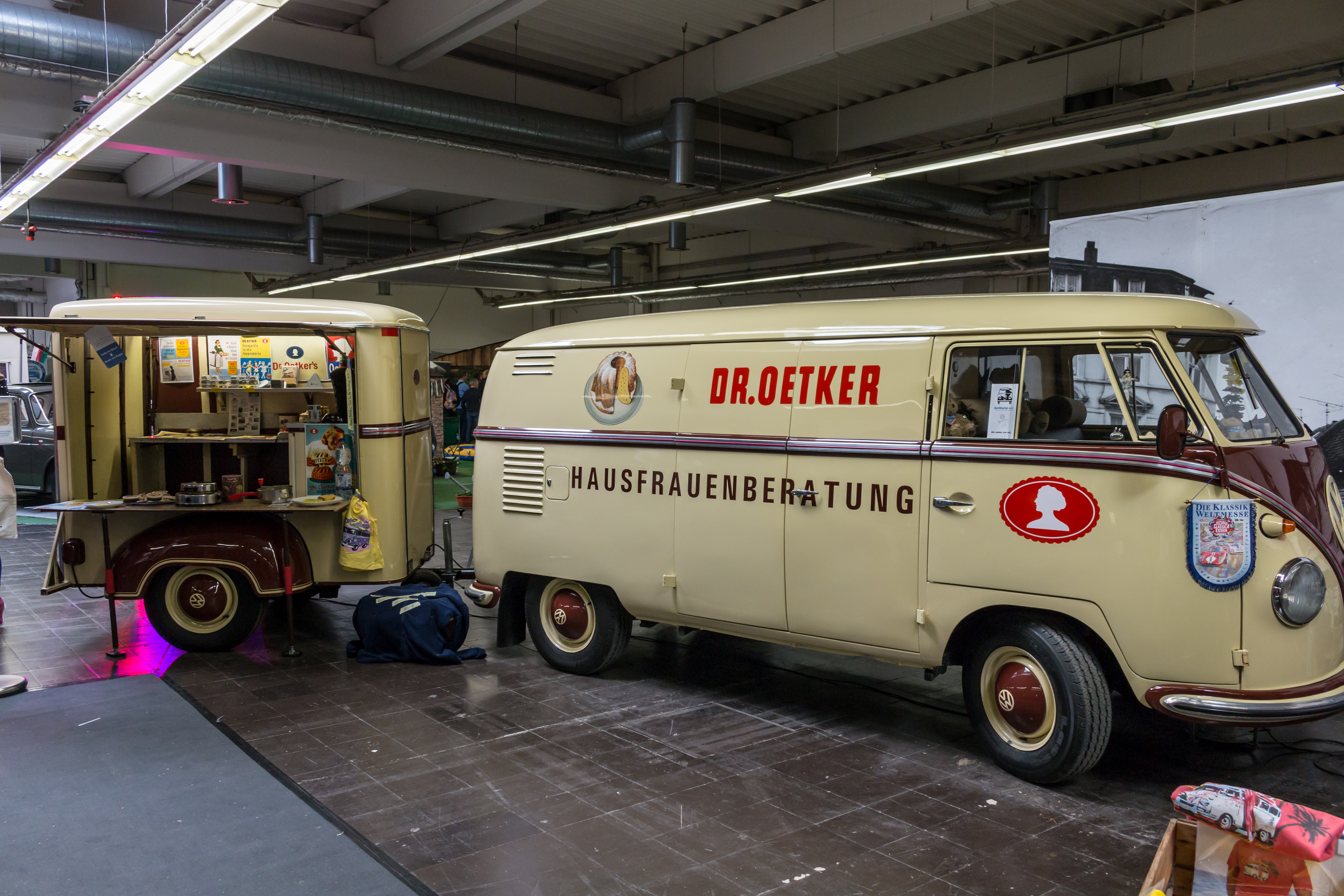
Oetker-Marketing

Nach dem Zweiten Weltkrieg waren die Gebäude zu rund 40 % zerstört, die nötigen Rohstoffe fehlten. Oetker versuchte die Fabriken auszulasten, indem sie die Produktion erweiterten und auch Gewürz- und Teetabletten sowie Mottenpulver produzierten. In der Druckerei Gundlach konnten bald wieder ein paar Maschinen anlaufen, und man druckte dort Lebensmittelmarken.
Rudolf-August Oetker übernahm im September 1947 den Betrieb in Bielefeld, nachdem er aus dem britischen Internierungslager Staumühle entlassen worden war und wieder der Unternehmensleitung zur Verfügung stand.
Mit dem Anstieg der Kaufkraft nach der Währungsreform vom 20. Juni 1948 stieg in den westlichen Besatzungszonen Deutschlands auch die Nachfrage. Die Produktion der Wirtschaft erreichte zum Jahresende 1948 fast 80 % vom Vorkriegsniveau. Im Jahre 1950 verkaufte Oetker 400 Millionen Päckchen Backpulver und 350 Millionen Päckchen Puddingpulver; es zahlte sich jetzt aus, dass Oetker in die Werbung investiert hatte und die Marke bei den Kunden bekannt war.

### Diversifikation und Internationalisierung der Unternehmensgruppe

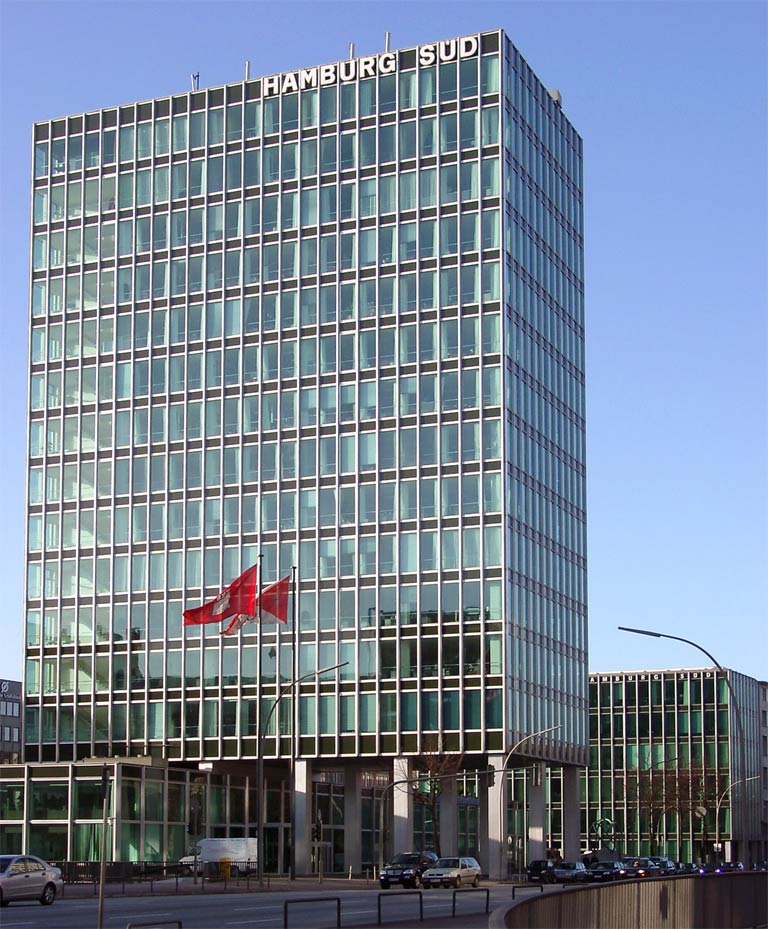
Das Verwaltungsgebäude der Hamburg Süd in Hamburg

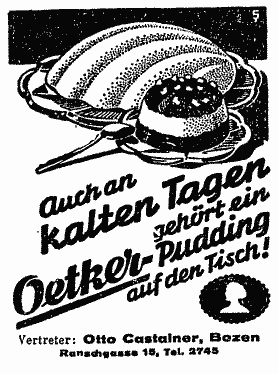
Zeitungs-Werbeschaltung für Oetker-Pudding, 1952

Rudolf-August Oetker engagierte sich neben dem Nahrungsmittelgeschäft auch in anderen Branchen. Diese Diversifikation sollte Risiken ausgleichen. Sein Stiefvater Kaselowsky hatte schon 1936 ein Viertel der Aktien der Reederei Hamburg-Südamerikanische Dampfschifffahrtsgesellschaft gekauft und damit erstmals außerhalb des Kerngeschäfts investiert. Im Jahre 1949 wurde diese Beteiligung auf 49 % des Kapitals ausgebaut. Danach wandelte Oetker die Reederei in eine Kommanditgesellschaft um und nutzte von 1950 bis 1954 die steuerlichen Gestaltungsmöglichkeiten, wonach die Kredite, die von der Nahrungsmittelsparte an die Reederei für den Neubau von Schiffen gegeben wurden, die Gewinne aus der Herstellung von Nahrungsmitteln rechnerisch vermindern konnten und sich dadurch die Steuerlast verringerte. Als Mitte der 1950er Jahre bei den haftenden Eigentümern der Generationswechsel anstand, ließ sich Oetker eintragen, sodass ihm dann die Reederei zur Gänze gehörte.
Zu Beginn des Zweiten Weltkrieges übernahm Oetker ein Aktienpaket am renommierten Hotel Brenner in Baden-Baden. In den 1960er Jahren erwarb Oetker Beteiligungen an der Dortmunder Actien-Brauerei, der Binding-Brauerei und Berliner Kindl und später weitere Brauereien, die in der Radeberger Gruppe zusammengefasst wurden. 1958 erwarb Oetker die Sektkellerei Söhnlein und 1986 die Sektkellerei Henkell, die zu einem eigenen Unternehmensbereich im Getränkebereich ausgebaut wurde.
Als Nachfolger seines Vaters leitete August Oetker von 1981 bis 2009 als persönlich haftender Gesellschafter das Unternehmen, weiterer Komplementär war in dieser Zeit Guido Sandler. Während Rudolf-August Oetker für die Diversifikation der Unternehmensgruppe stand, setzte sein Sohn auf die Internationalisierung der Geschäfte der Oetker-Gruppe. Haupttätigkeitsfeld ist dabei, mit Ausnahme der Schifffahrt, Europa. Seit 2015 gehört die mexikanische Firma D’Gari, der dort führende Hersteller von Gelatineprodukten wie Götterspeise, zum Konzern.
Verantwortlich für Strategie und Ausrichtung der Gruppe ist die dreiköpfige Gruppenleitung, deren Mitglieder zugleich für je einen der Geschäftsbereiche Verantwortung tragen.

### Standort Hamburg
Außerhalb des Hauptstandorts Bielefeld entstand schon in den 1930er Jahren eine Fabrikanlage in Hamburg, die nach dem Zweiten Weltkrieg ausgebaut wurde. Der zusätzliche Geschäftszweig Reederei stärkte diesen Standort. In Hamburg kaufte Dr. Oetker 1953 die repräsentative Stadtvilla „In de Bost“. Ausgebaut wurde diese Immobilie von Cäsar Pinnau, der nach dem Krieg viel für Dr. Oetker baute. Zeitweise wurde der Konzern von Hamburg aus geleitet. Im Streit um die Kunsthalle Bielefeld drohte Rudolf-August Oetker damit, den Sitz nach Hamburg zu verlegen.

### Diskussion um die Bielefelder Kunsthalle

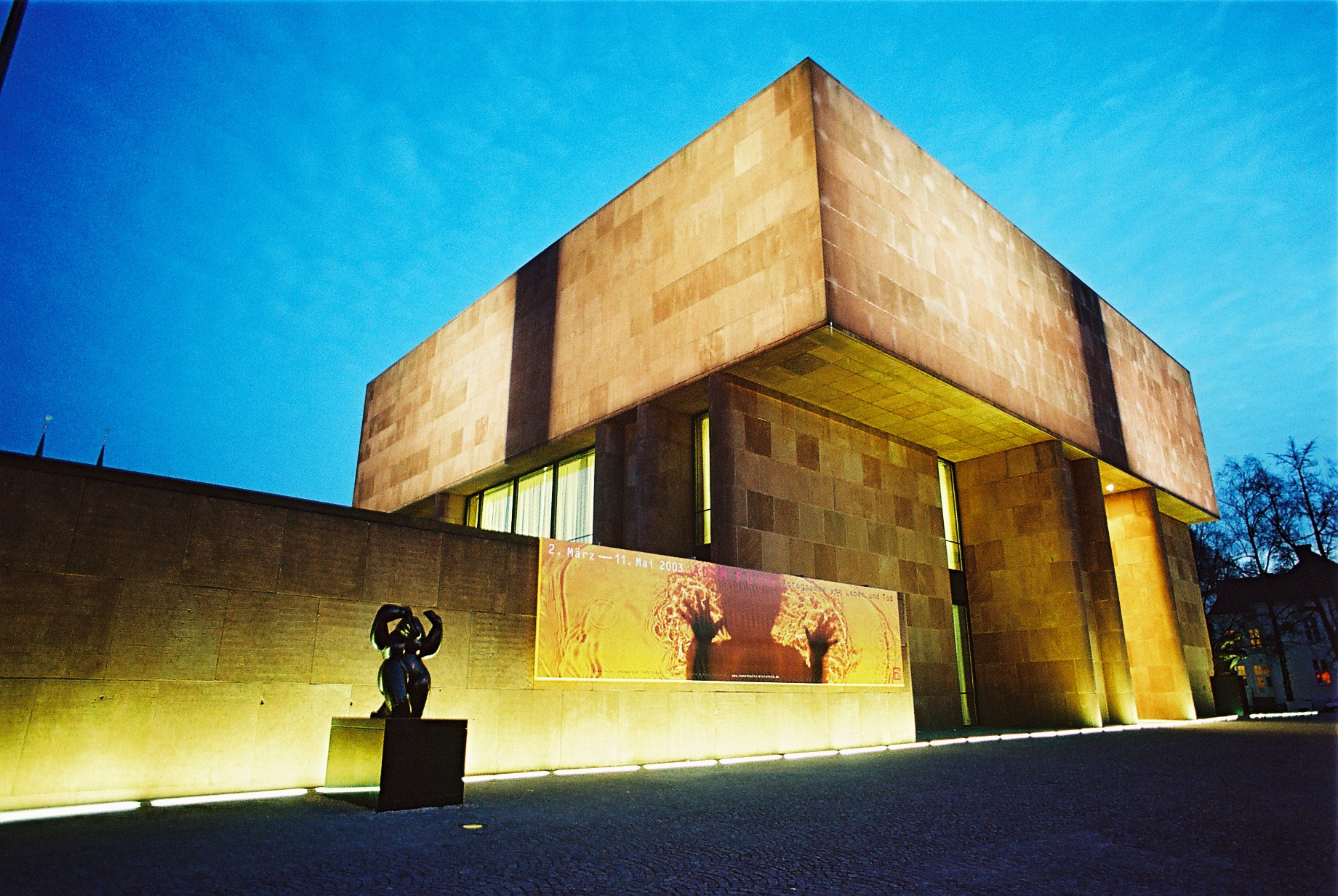
Kunsthalle Bielefeld

Seiner Vaterstadt Bielefeld blieb der Konzernlenker Oetker immer verbunden. In den 1960er Jahren ließ er in der Stadt Bielefeld eine Kunsthalle bauen, für die er den amerikanischen Architekten Philip Johnson gewann. Im Herbst 1968 sollte die Kunsthalle unter dem Namen „Richard-Kaselowsky-Haus – Kunsthalle der Stadt Bielefeld“ eingeweiht werden. Doch es regte sich Widerstand. Bielefelds außerparlamentarische Opposition protestierte gegen die Namensgebung nach einem Mann, der Mitglied im Freundeskreis Himmlers gewesen war. Dem Protest schlossen sich die kirchliche Jugend, die Sportvereine und die Pfadfinder an. Oetker überließ es dem Rat der Stadt, die Namensgebung zu korrigieren, der sich jedoch entschloss, den Namen „Kaselowsky-Haus“ beizubehalten.
Im Vorfeld der Einweihung der Kunsthalle, zu der 1.200 Gäste und Politiker geladen waren, kam es zu vielen Absagen, darunter vom Präses der evangelischen Kirche Ernst Wilm und von Ministerpräsident Heinz Kühn nebst seinen Ministern. Kühn schrieb in einem Brief, dass er es nicht für richtig halte, jemanden zu ehren, „der immerhin dabei mitgemacht hat solche, die verbrecherisch an unserem Volk gewirkt haben, zu unterstützen.“ Rudolf-August Oetker sagte die Eröffnungsfeier ab und schrieb einen offenen Brief an die Stadt, in dem er nochmals die Wahl des Namens begründete. Dort heißt es unter anderem, „dass trotz des politischen Irrtums, den mein Vater begangen hat, seine Verdienste in Bielefeld schwerer wogen“. Der Komponist Hans Werner Henze, der die Eröffnungsmusik komponiert hatte und dann ob der Diskussion zurückzog, schrieb in der Zeitung Die Zeit, der Ausgang im Namensstreit illustriere „fast klischeehaft den Einfluss der Industrieherrschaft auf öffentliche Belange der von ihr abhängigen Massen.“

### Entführung von Richard Oetker
Richard Oetker, ein Sohn des Konzernlenkers, wurde im Dezember 1976 auf dem Heimweg aus der Technischen Universität München-Weihenstephan in Freising entführt, in eine Kiste gesperrt und beim Transport durch einen Stromschlag schwer verletzt. Gegen die Bereitstellung von Lösegeld in Höhe von 21 Millionen DM, einer Summe, die zu jener Zeit die höchste Lösegeldforderung in der Geschichte Deutschlands war, wurde Richard Oetker freigelassen. Der Täter Dieter Zlof konnte zwei Jahre später festgenommen werden und wurde 1980 zu 15 Jahren Haft verurteilt.

### Entwicklung unter Richard Oetker
Am Jahresanfang 2010 übernahm August Oetker den Vorsitz im Beirat des Unternehmens und übergab die Geschäftsführung der Dr. Oetker GmbH an seinen Bruder Richard. Damit verbunden war die Übertragung der Funktion des persönlich haftenden Gesellschafters der Unternehmensgruppe als Kommanditgesellschaft. Die Amtszeit von Richard Oetker endete zum Jahresende 2016. Seine Nachfolge in der Gruppenleitung trat der bisherige Finanzchef der Oetker-Gruppe, Albert Christmann, an, womit erstmals eine familienfremde Person den Oetker-Konzern leitet.

### Teilung der Oetker-Gruppe
Im Juli 2021 gaben die Eigentümer bekannt, die Oetker-Gruppe in zwei unabhängig voneinander tätige Gruppen aufzuteilen. So übernahmen Alfred, Carl Ferdinand und Julia Johanna Oetker unter anderem die Henkell & Co. Sektkellerei, die Martin Braun Backmittel KG, die Chemiefabrik Budenheim und die Kunstsammlung Rudolf-August Oetker GmbH, während Richard und Philip Oetker, Rudolf Louis Schweizer, Markus von Luttitz und Ludwig Graf Douglas die Dr. August Oetker KG mit ihren verbliebenen Unternehmen führen. Am 2. November 2021 teilten die Eigentümer mit, dass die Teilung vollzogen und entsprechend getrennte Handelsregisteranmeldungen eingereicht worden seien. Sie agieren seitdem als Oetker-Gruppe (Gesellschafter sind die Nachkommen aus der ersten und zweiten Ehe von Rudolf-August Oetker) sowie als Geschwister Oetker Beteiligungen (Nachkommen aus der dritten Ehe).

## Struktur der Oetker-Gruppe

### Unternehmensstruktur
Die Oetker-Gruppe besteht aus rund 350 Firmen in unterschiedlichen Branchen. Das Unternehmen besteht aus drei Geschäftsbereichen.
Zum Geschäftsbereich Nahrungsmittel gehört neben Dr. Oetker auch die Conditorei Coppenrath & Wiese. Darüber hinaus ist das Unternehmen mit weiteren Marken weltweit vertreten. Innerhalb Europas zählen dazu zum Beispiel in Italien cameo und Paneangeli, in den Niederlanden Koopmans und in Großbritannien Chicago Town. In Brasilien ist Dr. Oetker mit dem Markenhersteller von Dekorprodukten, Mavalério, vertreten, in Mexiko mit D’Gari und Rexal. Den nordamerikanischen Markt bearbeitet Dr. Oetker vor allem mit Wilton, einer Marke für Dekor, Backformen und Backzubehör.
Die Radeberger Gruppe bildet den Geschäftsbereich Bier und alkoholfreie Getränke.
Der Geschäftsbereich Weitere Interessen umfasst mit seinen Unternehmen die Branchen digitale Dienstleistungen, Informationstechnologie, Luxushotellerie, Beschaffungsdienstleistungen sowie Logistik.

### Unternehmensführung
Die Oetker-Gruppe wird durch die Dr. August Oetker KG zentral gesteuert, aber dezentral geführt. Verantwortlich für Strategie und Ausrichtung ist die dreiköpfige Gruppenleitung, bestehend aus dem persönlich haftenden Gesellschafter Carl Oetker (verantwortlich für die Bereiche Nahrungsmittel und Unternehmenskommunikation) und der persönlich haftenden Gesellschafterin Ute Gerbaulet (verantwortlich für die Bereiche Weitere Interessen, Finanzen, Controlling, Recht und Steuern, Oetker Digital). Mit dem Generalbevollmächtigten Niels Lorenz trat am 1. Mai 2025 ein drittes Mitglied in die Gruppenleitung ein. Er hat die Verantwortung für den Bereich Bier und alkoholfreie Getränke, Plattformen und Ökosysteme.
Die Führungsholding Dr. August Oetker KG besitzt einen Beirat, der eine Beratungs-, Kontroll- und Vetofunktion ausübt.

### Anteilseigner
Nach der Teilung der Oetker-Gruppe unter den acht Erben von Rudolf-August Oetker sind die folgenden Personen Anteilseigner der Dr. August Oetker KG:
- Rudolf Louis Schweizer, Murrhardt (von seiner Mutter Rosely Schweizer übernommen)
- Philip Oetker (von seinem Vater August Oetker übernommen)
- Markus von Luttitz, Sohn von Bergit Gräfin Douglas, München (von seinem Onkel Christian Oetker übernommen)
- Ludwig Graf Douglas, Frankfurt am Main (von seiner Mutter Bergit Gräfin Douglas übernommen)
- Richard Oetker, Bielefeld

### Standorte
Die Oetker-Gruppe besteht aus 350 eigenständigen Unternehmen, die im unterschiedlichen Maße international tätig sind. Die Gruppe ist auf allen Kontinenten präsent.

## Historische Konzernbestandteile
Das Biergeschäft des Konzerns war früher weitgehend bei der Bank für Brau-Industrie gebündelt, die 1998 in das konzerneigene Bankhaus Lampe aufging. Die Konzernbilanzsumme des Bankhauses Lampe betrug 2017 rund 3,1 Mrd. Euro. Bis September 2008 gehörte die Versicherung Condor, deren Beitragseinnahmen sich auf deutlich über 300 Mio. Euro beliefen, zur Oetker-Gruppe, danach wurde sie an die R+V Versicherung verkauft. Im März 2020 wurde das Bankhaus Lampe an die Frankfurter Privatbank Hauck & Aufhäuser verkauft.
Die größte Sparte der Oetker-Gruppe war traditionell der Geschäftsbereich Schifffahrt, er umfasste vor allem die Reedereigruppe Hamburg Süd. Die brasilianische Reederei Aliança gehörte ebenfalls zum Geschäftsbereich und war mit 30 % am neuen Tecon Santa Catarina Containerterminal in Itapoá im Bundesstaat Santa Catarina beteiligt. Der Geschäftsbereich erzielte 2016 einen Umsatz von über 5,6 Mrd. Euro. Zu 80 % wurde der Umsatz in Containerdiensten im Nord-Süd- und Süd-Nord-Verkehr erzielt, zu 20 % in der Trampschifffahrt. Oetker trennte sich von der Reedereisparte und verkaufte Hamburg Süd zum 30. November 2017 an Maersk.
Über die Dr. August Oetker Finanzierungs- und Beteiligungs-GmbH wurde ein Anteil von zuletzt 25,81 % an der Douglas Holding AG gehalten, der 2012 an den Finanzinvestor Advent International veräußert wurde.

## Umweltschutz
Das Unternehmen gibt an, es wolle die in Deutschland erreichten Umweltstandards grundsätzlich auch in den ausländischen Standorten realisieren. 1995 wurde August Oetker zum „Ökomanager des Jahres“ gewählt. Seit 1994 gibt das Unternehmen regelmäßig einen Umweltbericht heraus, 2004 folgte eine Nachhaltigkeitsberichterstattung. 2010 waren alle inländischen Werke nach den Umwelttechnischen Kriterien zertifiziert.
Das größte Gruppenunternehmen, Dr. Oetker Nahrungsmittel, hat 2021 seine internationale Nachhaltigkeitsstrategie, die Dr. Oetker Sustainability Charter, veröffentlicht.

## Öffentliche Wahrnehmung

Logo des Konzerns Dr. Oetker

Als um die Jahrhundertwende vom 19. zum 20. Jahrhundert, acht Jahre nach dem ersten Verkauf von Backin-Backpulver, die ersten Konkurrenten auftraten, setzte Oetker ein Unternehmenslogo ein, das den populären Slogan „Ein heller Kopf verwendet nur Dr. Oetker’s Backpulver“ mit aufnahm. Der rot-weiße Hellkopf, Silhouette der Tochter eines Grafikers, soll so Qualität und Markentreue gegenüber den unbekannten Konkurrenten signalisieren.

## Öffentliche Kritik

### Politische Einflussnahme
Oetker ist einer der Nahrungsmittelkonzerne, die sich gegen die Einführung einer „Lebensmittelampel“ starkmachen, wie sie Verbraucherverbände, Krankenkassen, Ärzte und Gesundheitspolitiker seit vielen Jahren fordern.

### Tierquälerei
Die Albert Schweitzer Stiftung für unsere Mitwelt kritisierte den Nahrungsmittelkonzern dafür, Tierquälerei bei den Hühnern zu dulden, deren Fleisch auf Tiefkühlpizzen des Unternehmens landet. Wenige Wochen später teilte Dr. Oetker mit, für seine in Europa verkauften Produkte spätestens ab 2026 nur noch Hühnerfleisch einzukaufen, das den Kriterien der Europäischen Masthuhn-Forderung entspricht.

### Sexismus
Eine Werbekampagne des Unternehmens in der Schweiz zur Fußball-Weltmeisterschaft 2018 löste aufgrund von Sexismusvorwürfen einen Shitstorm aus.

### Mogelverpackungen, Werbeversprechen, Qualität
Von der Hamburger Verbraucherzentrale erhielt ein Müsli von Dr. Oetker für 2017 den jährlich vergebenen Preis „Mogelpackung des Jahres“. Der ARD-„Markencheck“ prüfte 2016, wie viel die Werbeversprechen von Dr. Oetker wert sind und nahm beliebte Produkte unter die Lupe. Das Gesamturteil lautete: „Das Vertrauen in Dr. Oetker ist blind.“ Die Verbraucherschützer von Öko-Test testeten u. a. im Jahr 2015 Produkte von Dr. Oetker und bewerteten sie deutlich negativ. 2021 erhielt Dr. Oetker aufgrund der Verwendung des Lebensmittelzusatzstoffes Titan(IV)-oxid in Kuchendekor in Österreich den 1. Platz des Negativpreises „KONSUM-Ente“ des Vereins für Konsumenteninformation. In Deutschland wurde die Chemikalie zu diesem Zeitpunkt bereits nicht mehr in Dr. Oetker-Produkten verwendet.

### Investition in Rüstungsunternehmen
Mitglieder der Familie Oetker investierten vorübergehend von 2015 bis zum Frühjahr 2016 in die Elektroniksystem- und Logistik-GmbH, einem vorwiegend im Rüstungsbereich tätigen System- und Softwarehaus.

## Dr. Oetker Welt

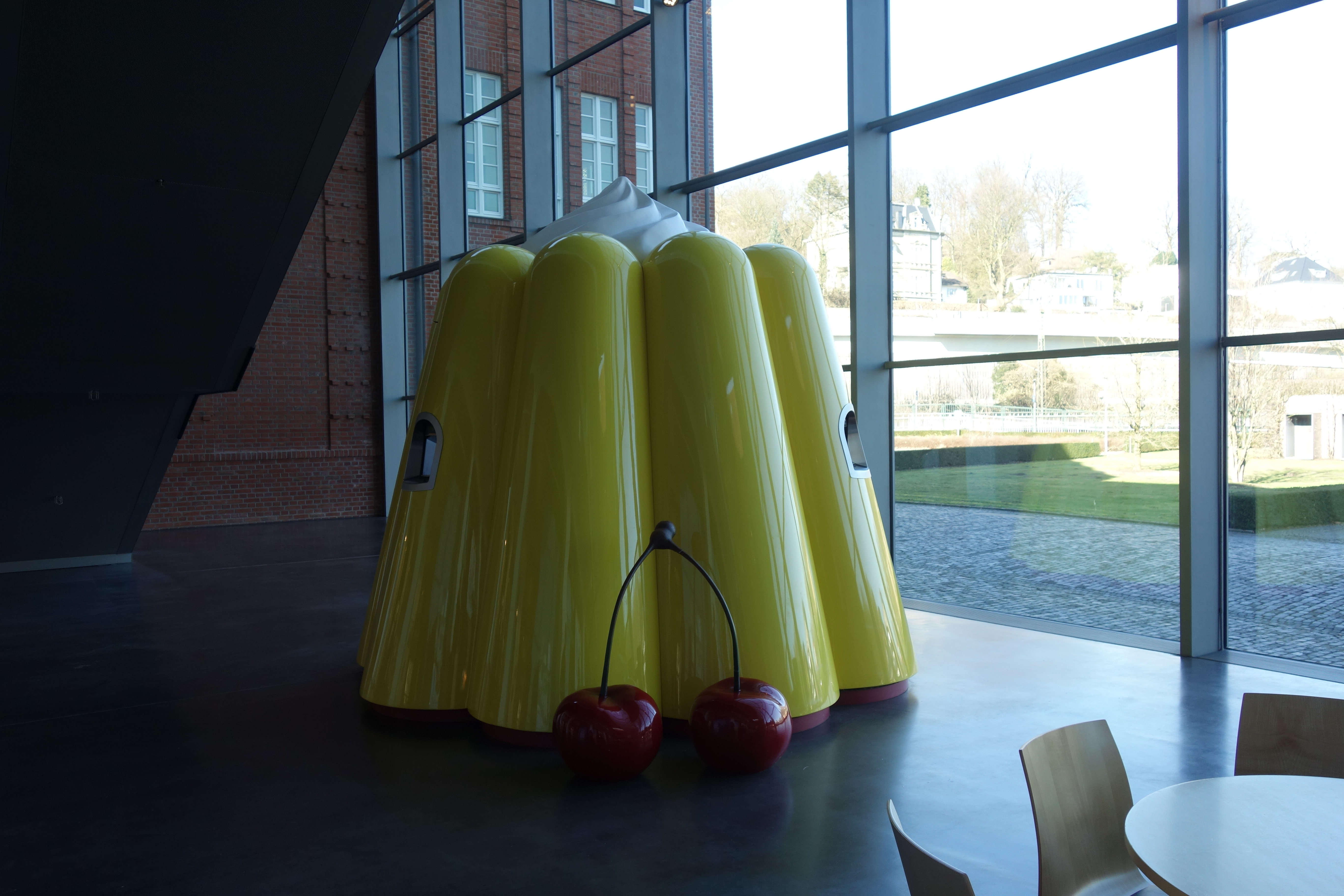
Das Puddingwunder

Im Jahr 2005 entstand auf dem Firmengelände in Bielefeld im alten Puddingpulverturm die Dr. Oetker Welt. In dem 1914 in Betrieb genommenen Gebäude wurde noch bis 2001 produziert, 2005 wurde es unter Einbeziehung der alten Bausubstanz umgebaut. Die von TRIAD Berlin konzipierte Dauerausstellung zeigt die Geschichte und die Produkte des Familienunternehmens. Ausgestellt werden unter anderem historische Funde aus dem Familienarchiv. Weitere Themen sind die Marke und die Werbung. Überregional bekannt ist das „Puddingwunder“, das im Jahr 2006 im Rahmen einer Diplomarbeit konkretisiert worden ist.
An drei Ausgabestationen können sich die Besucher einen warmen Vanillepudding automatisch zubereiten lassen. Der Automat ist ca. 3,20 m hoch und nimmt eine Fläche von 16 m² ein.

## Soziales und kulturelles Engagement
Die Familie Oetker und das Unternehmen stifteten die 1930 erbaute Rudolf-Oetker-Halle und finanzierten den Bau der 1968 eröffneten Bielefelder Kunsthalle. Ebenfalls auf die Familie Oetker geht die in Bielefeld gelegene Oetker-Eisbahn zurück.
Die Ida und Richard Kaselowsky Stiftung ist auf soziale sowie wohltätige Zwecke ausgerichtet. Mit SOS-Kinderdorf ist Oetker eine langfristige Zusammenarbeit eingegangen.

## Film
- Die Oetkers. Dokumentarfilm, Deutschland, 2010, 45 Min., Buch und Regie: Manfred Oldenburg, Produktion: WDR, Reihe: Deutsche Dynastien, Erstausstrahlung: ARD, 15. November 2010